# ستيفاني إلام
ستيفاني إلام (بالإنجليزية: Stephanie Elam)‏ هي صحفية أمريكية، ولدت في 23 يناير 1974 في كاليفورنيا في الولايات المتحدة.